# Gay Games
Les Gay Games sont un événement sportif et culturel ouverts à toutes et à tous bien qu'historiquement destinés aux athlètes, artistes et musiciens lesbiens, gays, bisexuels et transgenres (LGBT). Ils ont été fondés par le médecin et décathlonien olympique américain Tom Waddell.
La première édition s'est déroulée en 1982 à San Francisco ; la prochaine aura lieu à Valence en 2026. Paris est la seule ville francophone à avoir accueilli les Gay Games (10e édition, en 2018).

## Historique

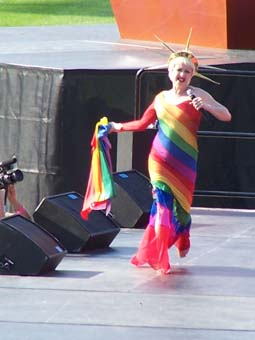
Cyndi Lauper chante lors de la cérémonie de clôture des Gay Games VII à Wrigley Field.

Les Gay Games ont été fondés par le médecin et décathlonien olympique américain Tom Waddell. La première édition a eu lieu à San Francisco en 1982 et a rassemblé 1 350 participants, avec comme maître de cérémonie l'écrivain Armistead Maupin. Les Gay Games se déroulent tous les quatre ans, comme les Jeux olympiques, et sont encadrés par la Fédération des Gay Games (FGG).
L'édition de 2006 avait à l'origine été accordée à Montréal mais à la suite d'une dispute sur les coûts associés et sur le contrôle des dépenses, les jeux ont été retirés à la ville et donnés à Chicago.
Les organisateurs montréalais ont toutefois décidé de tenir leurs propres jeux quand même, avec le soutien de la Fédération européenne des sports pour gays et lesbiennes (EGLSF), (qui organise les EuroGames). La fédération voulait être partie prenante dans la tenue d'un événement d'envergure internationale. Ensemble, les organisateurs et la fédération ont créé la GLISA, organisation accréditrice des Outgames.

## Éditions desGay Games
| Édition | Année | Ville hôte                   | Pays                         | Dates                        | Participants                 |
| ------- | ----- | ---------------------------- | ---------------------------- | ---------------------------- | ---------------------------- |
| 1re     | 1982  | San Francisco                | États-Unis                   | du 28 août au 2 septembre    | 1 350                        |
| 2e      | 1986  | San Francisco                | États-Unis                   | du 10 au 17 août             | 3 500                        |
| 3e      | 1990  | Vancouver                    | Canada                       | du 4 au 11 août              | 8 800                        |
| 4e      | 1994  | New York                     | États-Unis                   | du 18 au 25 juin             | 12 500                       |
| 5e      | 1998  | Amsterdam                    | Pays-Bas                     | du 1er au 8 août             | 13 000                       |
| 6e      | 2002  | Sydney                       | Australie                    | du 2 au 9 novembre           | 12 100                       |
| 7e      | 2006  | Chicago                      | États-Unis                   | du 15 au 22 juillet          | 11 700                       |
| 8e      | 2010  | Cologne                      | Allemagne                    | du 31 juillet au 6 août      | 9 500                        |
| 9e      | 2014  | Cleveland et Akron           | États-Unis                   | du 9 au 16 août              | 8 000                        |
| 10e     | 2018  | Paris                        | France                       | du 4 au 12 août              | 10 317                       |
| 11e     | 2023  | Hong Kong et Guadalajara     | Hong Kong et Mexique         | du 3 au 11 novembre          | NC                           |
| 12e     | 2026  | Valence                      | Espagne                      | du 27 juin au 5 juillet      |                              |
| 13e     | 2030  | Désignation en novembre 2025 | Désignation en novembre 2025 | Désignation en novembre 2025 | Désignation en novembre 2025 |

## Affiliation au mouvement olympique
En 1986, le Comité olympique des États-Unis (USOC) refuse l'utilisation du mot « olympique » pour désigner la rencontre.
En 1993, la Fédération des Gay Games (fondée en 1989) est reconnue par l'USOC.

## Participation
Les Gay Games sont ouverts à toutes et à tous, sans distinction d’âge, d’orientation sexuelle, de religion, de nationalité. Aucun standard de performance sportive n’est exigé,.

## Édition 2018 à Paris
La délégation française aux Gay Games est encadrée par la Fédération sportive gaie et lesbienne sous le nom « Équipe France ». Selon les organisateurs, la manifestation est « promotrice de valeurs de tolérance ».

## Polémiques et controverses
Lors des jeux de 2018, le directeur du limonadier parisien Barnum a déclaré sur Twitter qu'il allait reverser les bénéfices faits sur une soirée organisée dans le cadre des Gay Games par une association sportive LGBT à La Manif pour tous — constituant ainsi un don illégal, La Manif pour tous étant un parti politique,,. L'association a décidé d'annuler sa commande auprès du prestataire.
Les Gay Games sont parfois critiqués comme constituant une forme de pinkwashing,,,.